# Eglis Yaima Cruz
Eglis Yaima Cruz (ur. 12 kwietnia 1980 r. w Sancti Spíritus) – kubańska strzelczyni sportowa, brązowa medalistka olimpijska.
Specjalizuje się w strzelaniu z karabinu. Jest brązową medalistką igrzysk olimpijskich w 2008 roku w Pekinie w strzelaniu z karabinu sportowego i zdobywczyni jedenastego miejsca (karabin pneumatyczny). Wystąpiła na czterech igrzyskach olimpijskich.

## Igrzyska olimpijskie
| Igrzyska | Miejscowość    | Konkurencja                               | Kwalifikacje | Kwalifikacje | Finał                   | Finał                   |
| Igrzyska | Miejscowość    | Konkurencja                               | Wynik        | Pozycja      | Wynik                   | Pozycja                 |
| -------- | -------------- | ----------------------------------------- | ------------ | ------------ | ----------------------- | ----------------------- |
| IO 2004  | Ateny          | Karabin pneumatyczny, 10 m                | 385          | 39.          | Nie zakwalifikowała się | Nie zakwalifikowała się |
| IO 2004  | Ateny          | Karabin małokalibrowy, trzy pozycje, 50 m | 571          | 20.          | Nie zakwalifikowała się | Nie zakwalifikowała się |
| IO 2008  | Pekin          | Karabin pneumatyczny, 10 m                | 396          | 11.          | Nie zakwalifikowała się | Nie zakwalifikowała się |
| IO 2008  | Pekin          | Karabin małokalibrowy, trzy pozycje, 50 m | 588          | 2. Q         | 687,7                   | brąz                    |
| IO 2012  | Londyn         | Karabin pneumatyczny, 10 m                | 391          | 44.          | Nie zakwalifikowała się | Nie zakwalifikowała się |
| IO 2012  | Londyn         | Karabin małokalibrowy, trzy pozycje, 50 m | 581          | 16.          | Nie zakwalifikowała się | Nie zakwalifikowała się |
| IO 2016  | Rio de Janeiro | Karabin pneumatyczny, 10 m                | 412,1        | 31.          | Nie zakwalifikowała się | Nie zakwalifikowała się |
| IO 2016  | Rio de Janeiro | Karabin małokalibrowy, trzy pozycje, 50 m | 581          | 10.          | Nie zakwalifikowała się | Nie zakwalifikowała się |
| IO 2020  | Tokio          | Karabin pneumatyczny, 10 m                | 620,5        | 37.          | Nie zakwalifikowała się | Nie zakwalifikowała się |
| IO 2020  | Tokio          | Karabin małokalibrowy, trzy pozycje, 50 m | 1163         | 23.          | Nie zakwalifikowała się | Nie zakwalifikowała się |